# آدلفا کالوو
آدلفا کالوو (اسپانیایی: Adelfa Calvo‎؛ زادهٔ ۵ آوریل ۱۹۶۲) بازیگر اهل اسپانیا است.
از فیلم‌ها یا برنامه‌های تلویزیونی که وی در آن نقش داشته‌است، می‌توان به توی بوی، بیوتیفول، تابستانی که گذراندیم و واحد ۷ اشاره کرد.